# 다이애나 글렌
다이애나 글렌(Diana Glenn, 1974년 3월 13일 ~ )은 오스트레일리아의 배우이다.

## 출연 작품

### 영화
- 에이리언 바이러스 (1999)
- 블랙 워터 (2007)

### 텔레비전
- 네이버스 (1998-99)
- 새티스팩션 (2007-09)
- 홈 앤 어웨이 (2010)
- 그리고 파티는 끝났다 (2011)
- 비밀과 거짓말 (2014)
- 미스 피셔의 살인 미스터리 (2015)